# 雷·卡薩爾
雷蒙德·爱德华·卡萨尔（Raymond Edward Kassar，1928年1月2日—2017年12月10日），美國企業家。

## 生平
曾在當時全球最大紡織公司伯林顿工业擔任執行副總裁。1978年起先後擔任雅达利公司總裁和首席執行官（CEO），1983年雅達利崩潰事件后離開公司。